# Forêt de la Braconne
Die Forêt de la Braconne ist ein Domänenforst im Département Charente in der französischen Region Nouvelle-Aquitaine. Das Waldgebiet liegt etwa 15 Kilometer nordöstlich der Präfektursstadt Angoulême.

## Etymologie
Das französische Braconne leitet sich von braconnier mit der Bedeutung „Wilderer, Wilddieb“ ab. Ursprünglich stammte das Wort braconnier jedoch aus der Waidmannssprache und bezeichnete Personal, dessen Aufgabe es war, Jagdhunde für Treibjagden – so genannte braques, Deutsch „Bracke oder Stöberhund“ – aufzuziehen und abzurichten.

## Geschichte

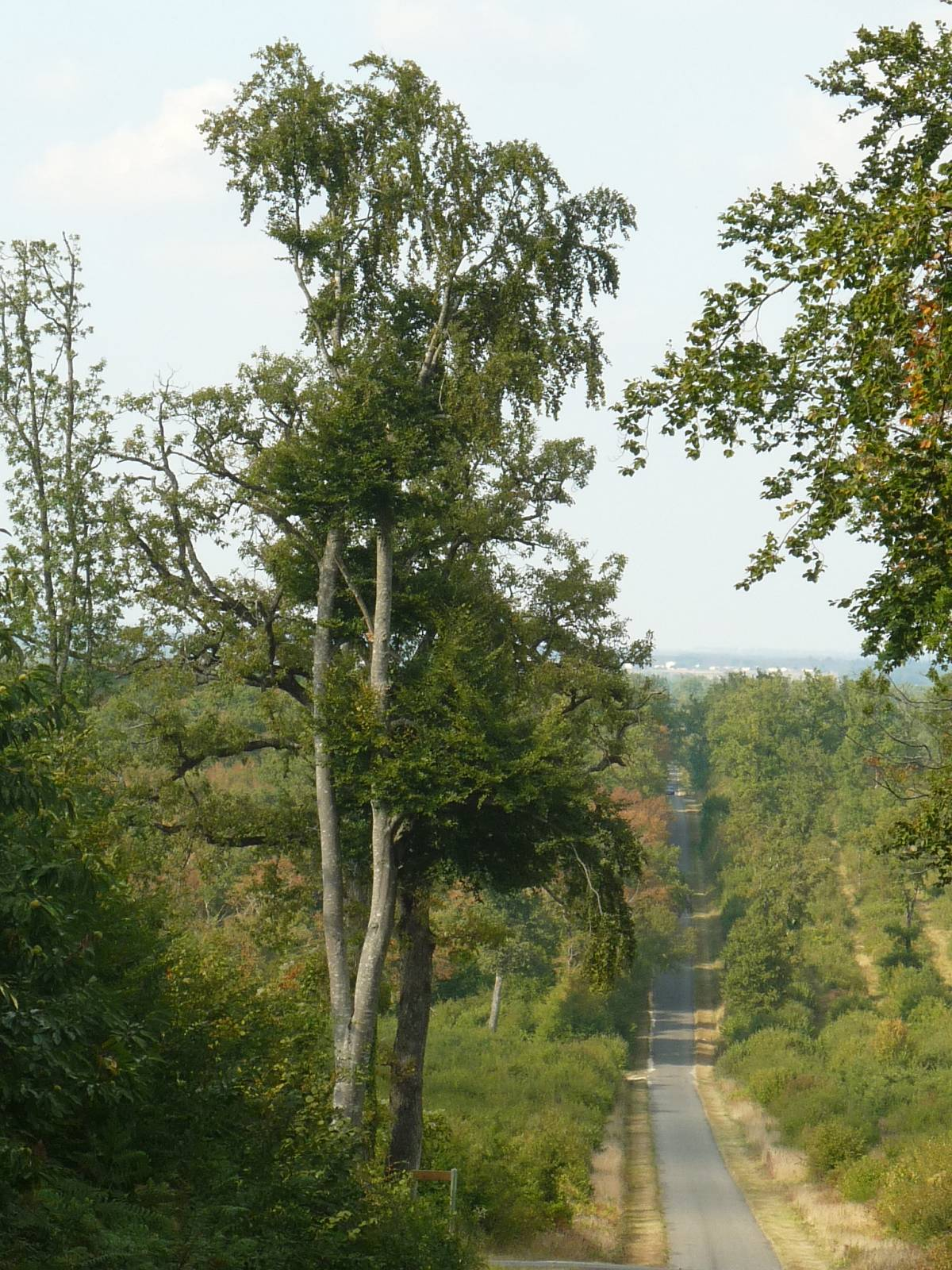
Buche am Lac Français

Die Forêt de la Braconne ist bereits seit sehr langer Zeit Domänenforst und gehörte ursprünglich den Grafen von Angoulême. Am 18. Dezember 1226 hatte Heinrich III. den Wald (zusammen mit Saintes und der Saintonge, der Insel Oléron und den Schlössern von Merpins und Cognac) dem Hugo X. von Lusignan – Graf von La Marche und Graf von Angoulême – als Schenkung übergeben. Franz I. kam hierhin zur Jagd – eine der damaligen Hauptnutzungen des Waldgebiets. Begehrt war auch das Holz als Brennstoff für die Gießerei von Ruelle, als Baustoff für Schiffswerften, als Rohmaterial für Küfer (Herstellung von Eichenfässern für Wein und Cognac) und Zimmerleute aber auch zur Erzeugung von Holzkohle.
Nachdem das Angoumois im Verlauf des Hundertjährigen Krieges gegen Ende des 14. Jahrhunderts von den Engländern zurückgewonnen worden war, ging es in königlichen Besitz über. Karl VI. überließ es jedoch dann seinem jüngeren Bruder Louis de Valois, duc d’Orléans. Im Jahr 1765 kam es als Apanage an Karl X., den Grafen von Artois. Durch einen königlichen Ausgleich kehrte es am 5. September 1776 jedoch wieder an die Krone zurück.
Die Fläche des Forsts betrug damals 5.249 Hektar bzw. 10.279 Morgen (franz. arpents). Bedingt durch die Wirren der Französischen Revolution und anschließende Störungen ging die Fläche auf 3.996 Hektar zurück. Bis 1838 wurde der Forst als Nieder- und Hochwald bewirtschaftet. Gefällt wurde in 58 bis 150 Hektar großen Einschlägen, deren Holz für die Gießerei von Ruelle vorgesehen war.
Durch den Forst verläuft die historische Sprachgrenze Frankreichs – mit Sprechern des Saintongeais im Westen und Okzitanischsprechern im Osten.

### Militär- und Internierungslager La Braconne

#### Französisches Truppenlager
Im Jahr 1878 errichteten die Artillerieregimenter des 12. Armeekorps in der Forêt de la Braconne östlich von Les Frauds ein Truppenlager. Für Artilleriezwecke legten sie ein Vieleck frei und schufen außerdem ein 8 Kilometer langes Schussfeld an der Westseite des Forsts in Nordnordwest-Südsüdost-Richtung. Für diese Zwecke wurden insgesamt 383 Hektar Waldfläche der Forstverwaltung entzogen.

#### Internierungslager Camp de la Braconne
Im September 1939 wurde das Militärlager zu einem Lager, in dem unterschiedliche Personengruppen untergebracht und dann auch interniert wurden. Die Fondation pour la mémoire de la déportation (FMD) erwähnt an erster Stelle französische Binnenflüchtlinge aus dem Département Moselle, die zu Beginn des Westfeldzugs vor der vorrückenden deutschen Wehrmacht geflohen seien. Zu ihnen gesellten sich dann Interbrigadisten und feindliche Ausländer, vorwiegend Deutsche und Österreicher. Im Februar 1940 hielten sich in dem Lager 341 Internierte auf, darunter 243 die als tauglich befunden worden waren, in „Compagnies de prestataires“ (Dienstleister-Kompanien, auch Compagnies de Travailleurs Étrangers, Fremdarbeiterkompagnien) zu arbeiten. Diese Pflicht, als Prestataires (Dienstleister) zu arbeiten, galt ab Juli 1938 für alle Ausländer, die in Frankreich um Asyl nachsuchten, und wurde am 12. April 1939 auf alle männlichen Ausländer zwischen 20 und 40 Jahren ausgeweitet. Die Prestataires, die nicht näher definierte gemeinnützige Arbeiten zu leisten hatten, waren in paramilitärischen Verbänden unter dem Kommando der Armee zusammengefasst. Was die Regierung damit bezweckte, geht aus einem an die Präfekten gerichteten Rundschreiben hervor:

„Die Regierung hat in der höheren Sorge um das nationale Interesse beschlossen, im Rahmen des Möglichen aus der Masse der Flüchtlinge einen allgemeinen Vorteil für die Volkswirtschaft zu ziehen, solange ihre massive Rückkehr in ihr Land unmöglich bleibt, diese unorganisierte und passive Masse [...] in für die nationale Gemeinschaft nützliche Elemente zu verwandeln und so, soweit wie möglich, die schwere finanzielle Belastung zu verringern, die beim gegenwärtigen Stand der Dinge auf uns lastet.“

Nach leichtem Rückgang der Belegungszahlen Anfang 1940 stiegen sie kurz vor dem Waffenstillstand von Compiègne (1940) noch einmal auf etwa 500 an, weil die französischen Behörden unter dem Druck der öffentlichen Meinung verstärkt auf französischem Boden ansässige Deutsche, oft antifaschistische Emigranten, in die Lager warfen. Nach dem Einmarsch der deutschen Truppen seien dann die nazifreundlichen Zivilisten freigelassen und noch verbliebene Antifaschisten deportiert worden.
Nach der Deutschen Besetzung Frankreichs im Zweiten Weltkrieg verlief die Demarkationslinie zwischen dem besetzten und dem unbesetzten Frankreich durch die Forêt de la Braconne und teilte das Département Charente in zwei Teile. Die besetzte Zone lag im Westen des Forsts, die unbesetzte Zone (im Französischen auch als zone nono bekannt) im Osten.
Die weitere Verwendung des Lagers ist während der Besatzung ist zunächst unklar und bezieht sich offenbar nicht nur auf den als Internierungslager genutzten Teil des ehemaligen Militärlagers. Im Sommer 1940 sollen hier 5.000 schwarze Gefangene der französischen Kolonialtruppen im Lager interniert worden sein, bevor sie im Herbst 1940 ins Département Landes verlegt wurden.
Von Anfang Oktober 1942 bis Ende Januar 1943 wurde das Lager von der deutschen Wehrmacht und der SS-Division Totenkopf genutzt, wenn diese in der Region Jagd auf Widerstandskämpfer machte. Laut AJPN diente das Lager nach seiner endgültigen Schließung Ende August 1944 als Gefangenenlager für Deutsche Soldaten, deren Hilfstruppen und französische Kollaborateure. Als sich am 31. August 1944 der Maquis dem Lager näherte, sei dieses leer gewesen.
Auf der Webseite des AJPN sind zwei Fotografien des Lagers zu finden, und auf der Webseite Histoire pénitentiaire et Justice militaire (Gefängnisgeschichte und Militärjustiz) werden die Rechercheergebnisse zu zwei Aquarellen präsentiert, die Szenen aus der Aufbauzeit des Internierungslagers zeigen. Es gilt als sicher, dass diese Aquarelle von Torsten Hecht stammen. Er hat sie vermutlich Maurice Moreau, einem Offizier im Lager Braconne, „für eine Dienstleistung“ überlassen. Hecht war als Prestataire im Lager interniert.
In der Nähe des Lagers wurden am 5. Mai 1943 von einem SS-Kommando 6 Widerstandskämpfer aus dem Département Charente und am 15. Januar 1944 10 weitere von einem Feldgendarmerie-Kommando erschossen.
Innerhalb des Lagers wurden am 25. August 1944 zwei Maquisards erschossen. Die Leichen dieser Erschießungen wurden nach der Befreiung exhumiert und auf dem Gelände von La Braconne Erschossenen am 24. September 1944 gemeinsam bestattet. La Bracon selber diente bereits seit Ende August 1944 als Gefangenenlager für Deutsche, deren Hilfstruppen und  Kollaborateure.
Zu Ehren der erschossenen Widerstandskämpfer wurde am 13. Januar 1946 durch den damaligen Staatsminister Maurice Thorez vor mehr als 10.000 Menschen das Monument aux fusillés de la Braconne (Denkmal für die Erschossenen von La Braconne) eingeweiht. Das Denkmal ist seitdem zweimal jährlich Ort von Gedenkfeiern.

##### Bekannte Internierte
Im Mai 1940 wurden nach ihrer vorherigen Internierung im Stade Buffalo drei kommunistische Emigranten in das Camp de la Braconne verlegt:
- Peter Gingold
- Stephan Hermlin (damals noch Rudolf/Rolf Leder)
- Michael Tschesno-Hell

Nach etwa zwei Wochen trennten sich die Wege der drei. Gingold und Tschesno-Hell wurden als Prestataires in das Internierungslager Langlade verlegt, während sich Hermlin in einer Kaserne in Albi einzufinden hatte.

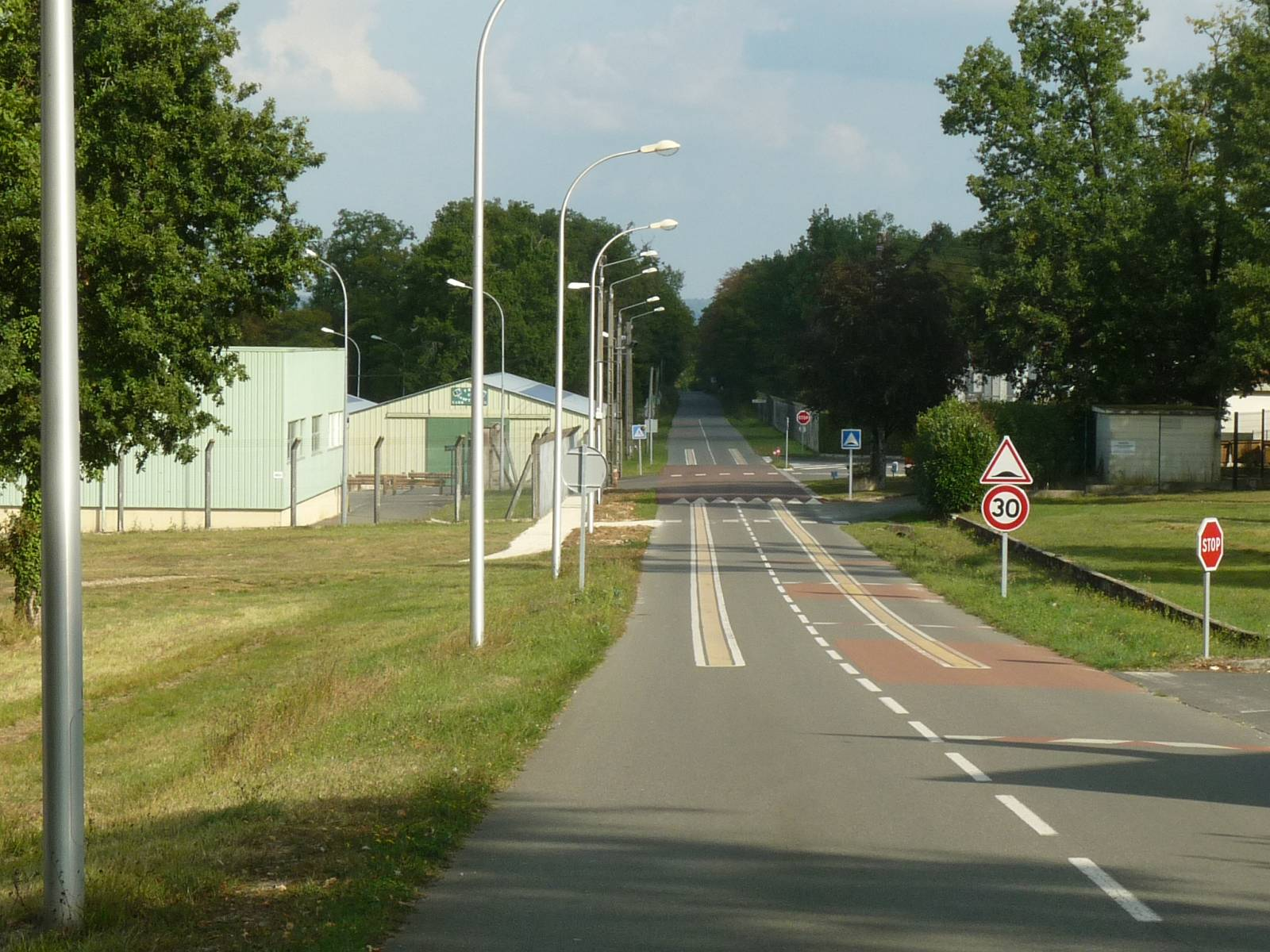
Truppenlager des französischen Transportregiments 515e RT

#### Nutzung nach dem Zweiten Weltkrieg

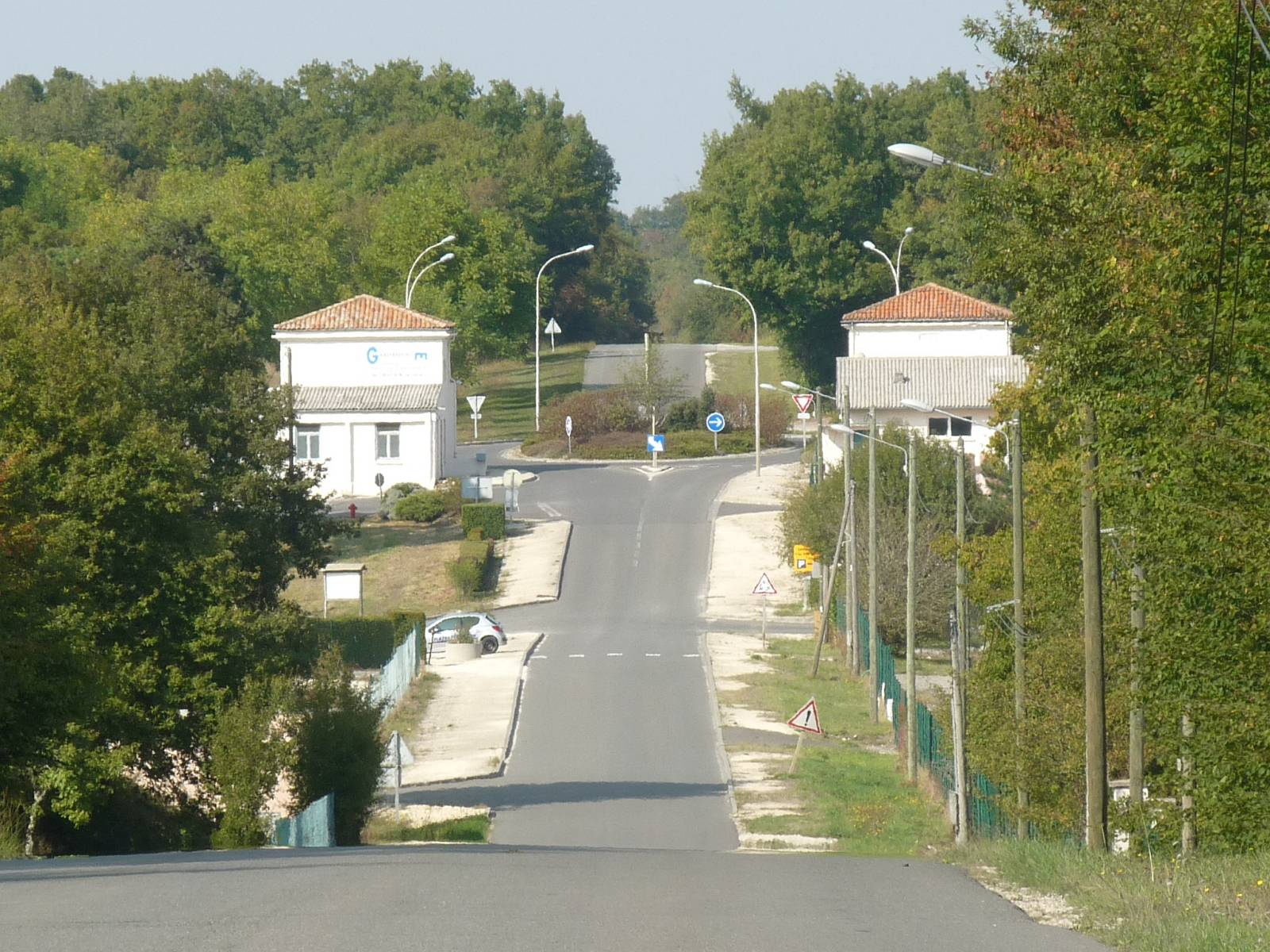
Kreisverkehr am ehemaligen amerikanischen Truppenlager

Das ehemalige französische Militärlager wird bis heute vom Transportregiment 515e RT benutzt.
Im Jahr 1952 wurde am Südende des Forsts auf Bitten der NATO ein riesiges, 800 Hektar großes Lager für amerikanische Truppenkontingente erstellt. Das vollkommen autonome Truppenlager beherbergte 4.000 amerikanische Militärangehörige und französische Zivilisten. Allein die Ringstraße war 12 Kilometer lang und im Innern verliefen weitere 30 Kilometer an Straßen. Stationiert waren hier 1.000 Panzer. Das Lager hatte neben der Hauptzufahrt Anschluss an die Bahnstrecke Angoulême-Limoges. Es beherbergte ein Kino und den ersten Supermarkt im Département.
In den 1960ern wurde außerhalb des Truppenlagers in Richtung Mornac für Offiziere und Techniker die Siedlung Cité Chabasse erbaut. Sie bestand aus 44 Bungalows mit eigener Heizung und Bad und war damals der Inbegriff von Modernität.
Die Amerikaner verließen am 13. März 1967 das Lager. Es wurde sodann in ein Industriegebiet verwandelt, die sogenannte ZE de la Braconne, die auf dem Gebiet der Gemeinde Mornac angesiedelt ist. Auf deren offizieller Webseite zu ihrer Geschichte wird „die Süße des Lebens, die nur die Landschaft bieten kann“ besungen; über die Militär- und Internierungslager findet sich dort kein Wort.

## Geographie

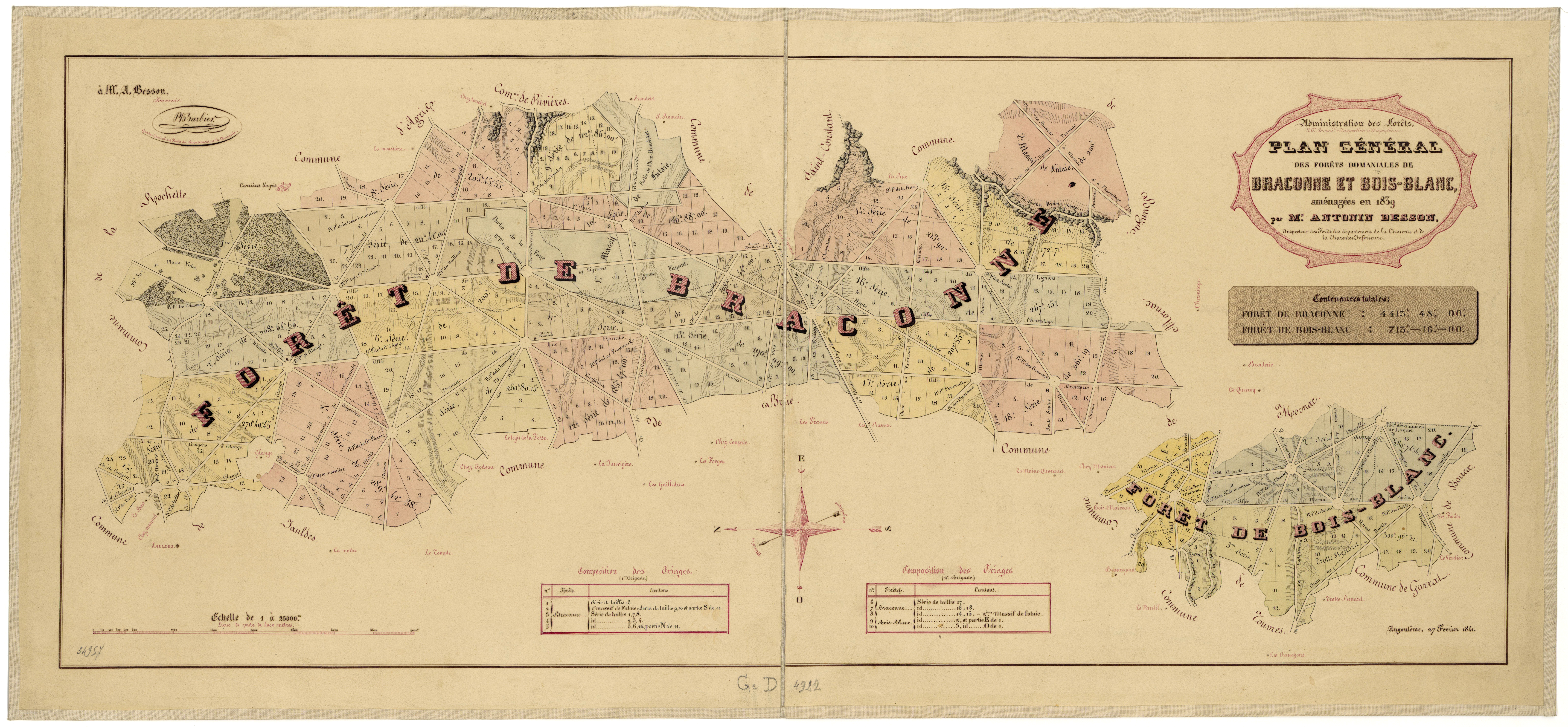
Alte Lagekarte von 1841

Der 3904 Hektar (39,04 Quadratkilometer) große Forêt de la Braconne liegt zwischen Angoulême und La Rochefoucauld. Anteile am Forst haben die Gemeinden Brie, Jauldes, Coulgens, La Rochette, Agris, Rivières, Saint-Projet-Saint-Constant, Bunzac, Pranzac und Mornac.
Der Domänenforst bedeckt ein in die Nord-Süd-Richtung gestrecktes Plateau, das 14 Kilometer lang und vier Kilometer breit ist. Die Ostgrenze dieses Plateaus bildet das Tal des Bandiat. Die im Durchschnitt 120 Meter hohe Plateaufläche ist leicht nach Osten geneigt. Höchster Punkt ist der 156 Meter hohe Gros Fayant, auf dem sich einst ein Beobachtungsturm des Militärs befand. Die Minimalhöhe beträgt 75 Meter.
Das Waldgebiet wird schräg von der N 141 (so genannte Route Centre-Europe-Atlantique) und der D 12 von Angoulême nach Chasseneuil-sur-Bonnieure durchquert. Durch den Wald verlaufen noch weitere Département-Straßen, wie beispielsweise die D 110, die D 88, die D 11 und die D 105.
Die Forêt de la Braconne bildet einen Teil eines riesigen ursprünglichen Waldgebiets, das sich noch 75 Kilometer weiter nach Nordwesten bis südlich von Niort erstreckte. Das einst zusammenhängende Gebiet ist jetzt in mehrere Teilforste zerfallen. So folgen nach Nordwesten die Forêt de Boixe, die Forêt de Tusson, das Massif forestier d’Argenson, die Forêt de Chef-Boutonne, der Forêt d’Aulnay und der Forêt de Chizé. die Fortsetzung nach Süden bilden die Forêt de Bois Blanc, die Forêt de Dirac, die Forêt d'Horte, die Forêt de la Rochebeaucourt und schließlich die Waldungen des Périgord.

## Geologie

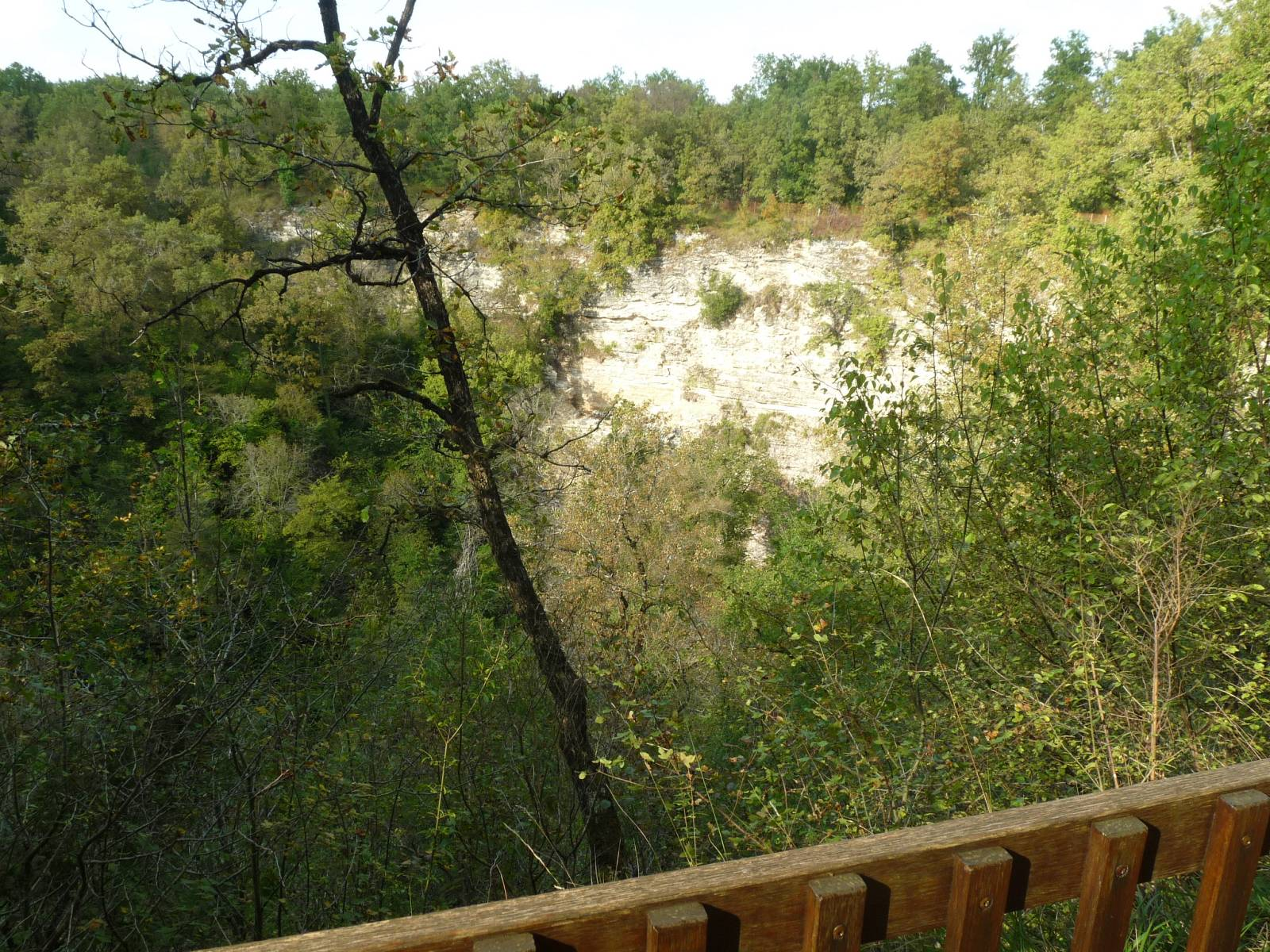
Grande fosse mit Kalken des Unteren Kimmeridgiums

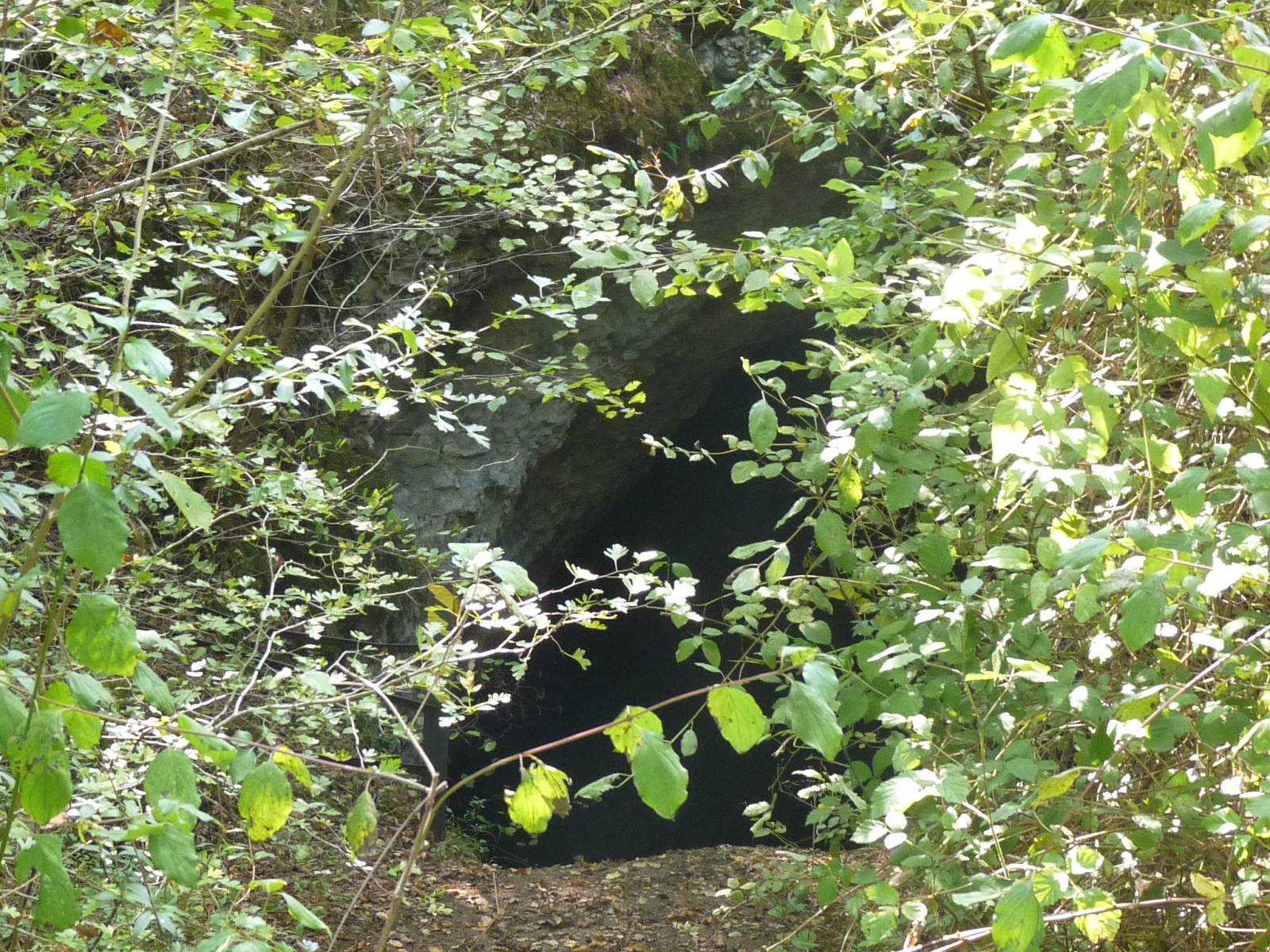
Fosse mobile

Das Plateau der Forêt de la Braconne wird von flach liegenden Jurakalken unterlagert, die zum Nordostrand des Aquitanischen Beckens gehören. Die Sedimente liegen unmittelbar auf dem kristallinen Grundgebirge des Massif Central. Die Kalke sind verkarstet und bilden Teil des Karsts von La Rochefoucauld. Typische Karst-Geländeformen sind Trockentäler, als fosses bezeichnete Dolinen und Schachthöhlen. Das unterirdische hydrogeologische Netz läuft vor allem in den Sources de la Touvre zusammen – nach der Fontaine de Vaucluse die zweitgrößte Auftriebsquelle Frankreichs. Das unterirdische Netz wird hauptsächlich von Flussschwinden des Bandiats und der Tardoire gespeist.
In der Forêt de la Braconne werden insgesamt 15 Dolinen (fosses) gezählt, darunter:
- Grande fosse – 55 Meter tief, 250 Meter im Durchmesser
- Fosse limousine – 25 Meter tief, 100 Meter im Durchmesser
- Fosse mobile – 50 Meter tiefe Schachthöhle
- Fosse de l’Ermitage – am Südrand gelegen, 50 Meter tief und 200 Meter im Durchmesser
- Fosse Redon – Seitenlage, 30 Meter tief und 100 Meter im Durchmesser
- Fosse Rode
- Trou de Champniers
- Trou des Duffaits
- Trou qui Fume

Ferner erwähnenswert sind die Grande Combe – ein von Süden nach Norden verlaufendes Trockental, das im Osten des Schussfelds der Armee entlangläuft und beim Weiler Vieilles Vaures (Gemeinde La Rochette) in die Tardoire mündet – und die spektakuläre Flussschwinde bei Chez Roby im Bandiattal.
Aufgeschlossen sind in der Forêt de la Braconne gut 300 Meter an Oberjurakalken des Oxfordiums und Kimmeridgiums. Die Sedimentation setzt mit 30 bis 50 Meter mächtigem Mittleren Oxfordium ein, das unmittelbar auf den Kondensationshorizont (Englisch hardground) des Calloviums folgt. Im Unterschied zum umgebenden Sedimentationsraum mit betont mergeliger Sedimentation hatte sich im Bereich des Forêt de la Braconne ab dem Oberen Oxfordium eine höhergelegene, relativ geringen Tiefenschwankungen ausgesetzte Schwelle gebildet, auf der rein karbonatische, bioklastische, subrezifale bis rezifale Sedimente zur Ablagerung kamen. Mit Annäherung an die Schwelle werden die mergeligen Sedimente karbonatreicher und dickbankiger. So erscheinen bei Biagne körnige Kalke mit niedrigem Tongehalt, die intensive Bioturbation aufweisen. Weiter nach Südosten sind die Kalke kiesig, biodetritisch und manchmal auch oolithisch. Die Mächtigkeit des Oberen Oxfordiums schwankt zwischen 50 und 80 Meter.

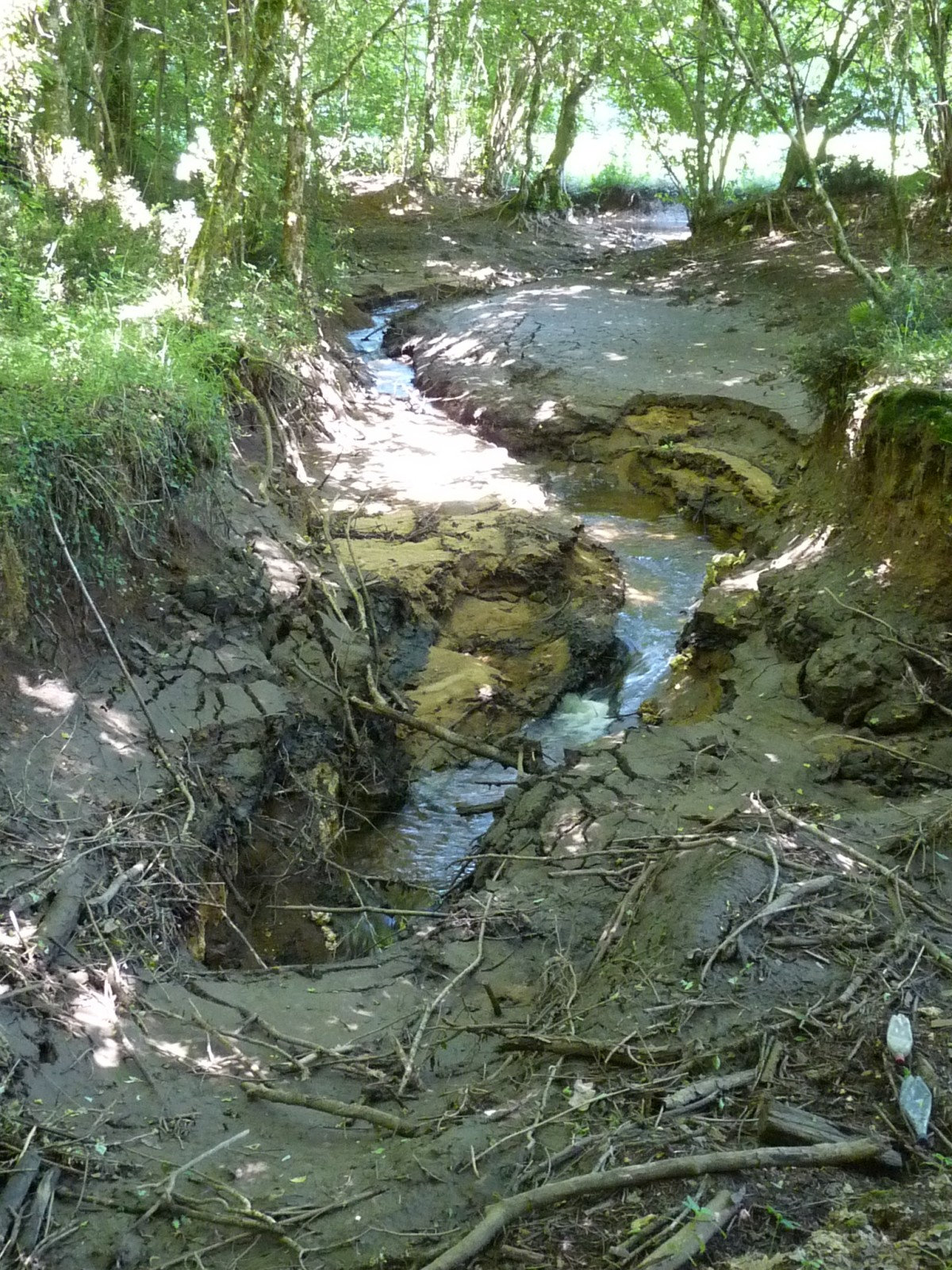
Flussschwinde des Bandiat bei Chez Touchet

Im Unteren Kimmeridgium werden die Sedimente zusehends kiesiger und bioklastenreicher. Ihr riffartiger Charakter nimmt in Richtung Südosten zu, ohne aber jemals einen wahren Bioherm aufzubauen. Zugegen sind kiesige, grobgebankte Kalke, Oolith- und Onkolithkalke, deren Mächtigkeit auf 60 bis 70 Meter geschätzt wird. Die im Normalprofil darüber folgenden 80 Meter mächtigen Mergel und tonreichen Lamellibranchienkalke sowie die 60 Meter mächtigen weißen Lamellibranchienkalke, die sehr dicht bis sublithographisch ausgebildet sind, werden im Süden des Forêt de la Braconne ebenfalls von dessen hochenergetischen Bedingungen erfasst und dementsprechend faziell verändert.
Das Sedimentpaket des Oberjura besteht weitgehend aus sehr harten und rekristallisierten Kalken, die Internbrüche aufweisen. Es ist tektonisch beansprucht und wird von mehreren Störungen durchzogen, insbesondere im Nordabschnitt. Die Störungen streichen Nordwest oder Nordnordwest. Es handelt sich um Abschiebungen nach Südosten in Richtung Beckeninneres. Die Störung östlich von La Rochette hat Mittleres Oxfordium angehoben. Eine Nordwest-streichende kleine Grabenstruktur bildet die Südbegrenzung des Forsts zum Bois Blanc. Alle diese Verwerfungen sind möglicherweise Durchpausungen des kristallinen Grundgebirges, das während der Pyrenäenorogenese tektonisch reaktiviert worden war. Der generelle Einfallswinkel der Oberjurasedimente beträgt 5° nach Südwest. Im Bereich der Störungen kann sich aber das Einfallen durch Schleppung bis auf 25° versteilen und durch Kippung sogar entgegengesetzte Werte von 20° nach Nordost annehmen. Stellenweise kann auch leichtes Einfallen nach Nordwesten beobachtet werden.
Über den Oberjura legen sich an Kulminationspunkten sandige, mit Tonen vermischte Sedimente des Tertiärs. Diese werden als sehr hohe Terrassensedimente interpretiert, die ganz zu Beginn der Talbildungen von Bandiat und Tardoire im Pliozän abgelagert wurden. Herantransportiert wurden Sande und Kiese, deren Quarzgerölle 5 Zentimeter Durchmesser erreichen. Am Gros Fayant wird der Kontakt zwischen Mesozoikum und Tertiär durch eine Dekalzifizierung und örtliche Verkieselung des unterlagernden Oberjura gekennzeichnet. Diese relativ geringmächtige residuelle Bildung liegt auf 120 Meter Meerhöhe. Jüngere Terrassenbildungen des Quartärs sind entlang der beiden Flussläufe ebenfalls vorhanden, so altquartäre Terrassen entlang der linken Talseite des Bandiats, die auf 30 Meter über dem aktuellen Flussniveau zu liegen kommen und eine möglicherweise aus dem Eemium stammende Niederterrasse auf der linken Talseite der Tardoire. Erwähnenswert sind ferner eiszeitliche Solifluktionsmassen südlich von Coulgens, die aus der Gelifraktion der Jurakalke hervorgegangen sind.

## Archäologie
In mehreren Höhlen in der Forêt de la Braconne konnten in die Bronzezeit zurückreichende Spuren entdeckt werden. Beispiele finden sich im Netz des Trou qui Fume bei La Rochette oder im Trou des Duffaits. Letztere Höhle ist die Typlokalität der gleichnamigen Duffaits-Kultur aus der Mittel- und beginnenden Spätbronze (1500 bis 1200 v. Chr.), die stark von der Tumuluskultur Zentraleuropas beeinflusst wurde. Die Anfänge der Eisenzeit sind in diesen Höhlen ebenfalls dokumentiert.

## Ökologie

### Flora
Die Forêt de la Braconne ist ein Karstwald, der von Eichen (Stieleiche Quercus robur, Traubeneiche Quercus petraea, Flaumeiche Quercus pubescens und Steineiche Quercus ilex), Kiefern (Schwarzkiefer Pinus nigra und Waldkiefer Pinus sylvestris), Zedern (Atlas-Zeder Cedrus atlantica), Hainbuchen und auch von Buchen – in dieser Gegend sehr ungewöhnlich – bestanden wird. Hinzu treten Feldahorn und Französischer Ahorn. Von besonderem Interesse sind der Eichenwald des Bois Long südwestlich von Bunzac und der Buchenbestand vom Gros Fayant.
Die Habitate im Forst entfallen zu 83 Prozent auf Laubwald, 12 Prozent auf Nadelwald, 2 Prozent auf Heide, Buschwerk, Gestrüpp und Ödland, 1 Prozent auf Trockenwiesen und Steppen sowie 2 Prozent auf anthropogen veränderte Flächen.
Insgesamt ist der Forst von großem phytozönotischem Interesse, da er für die Region recht originelle Fazies besitzt. So beispielsweise einen mesophilen Buchenwald, Bergulmenstände sowie Sommerlinden im Grande Fosse. Im Flaumeichenniederwald finden sich xero- bis thermophile Kalkwiesen. Trotz ihrer geringen Verbreitung besitzen sie einen beachtlichen floristischen Wert, da sie endemische Taxa wie das Sandkraut Arenaria controversa und Dickichte mit dem Spierstrauch Spiraea hispanica sowie das Heidekraut Erica scoparia und andere enthalten.

### Fauna

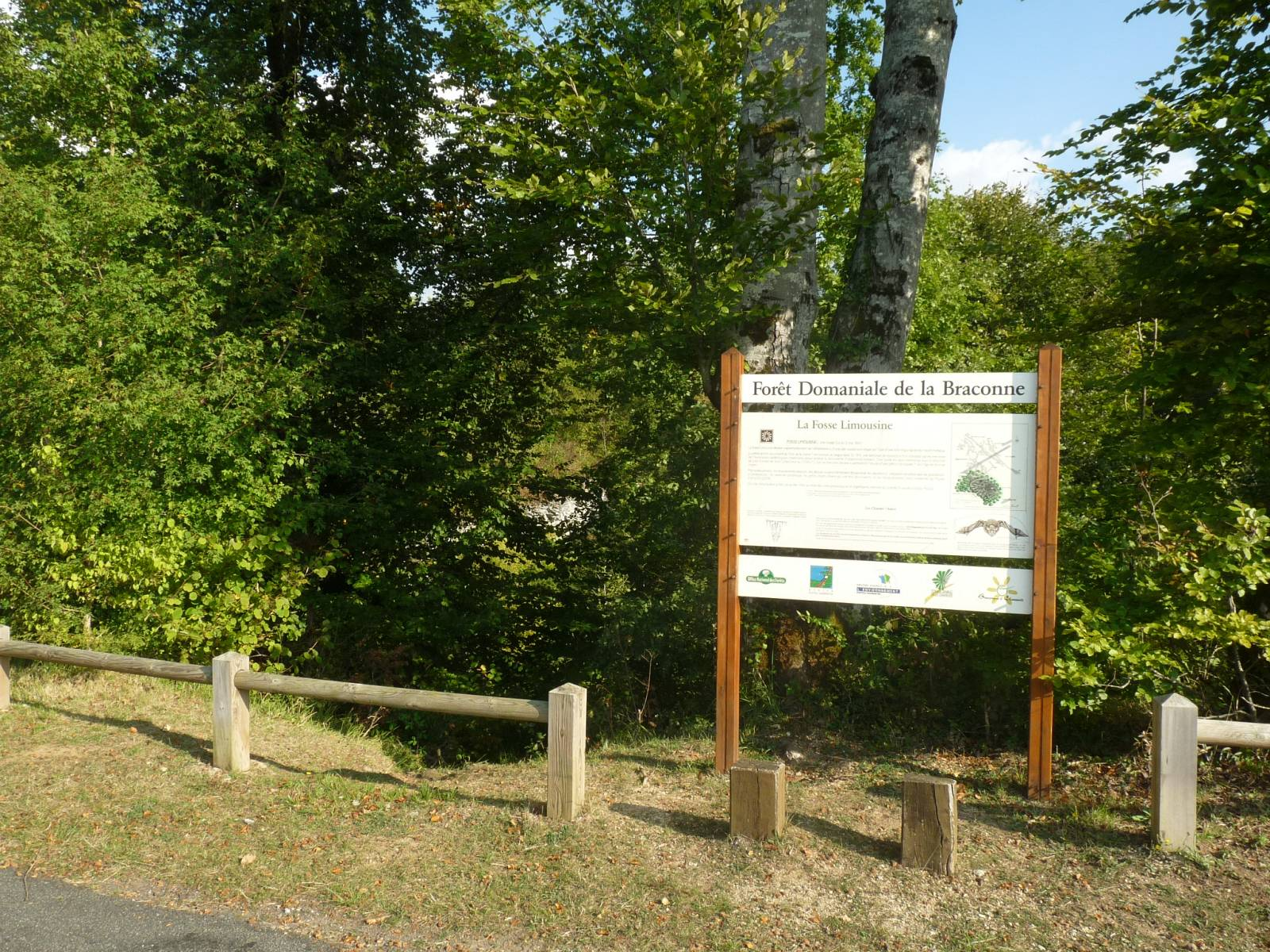
Fosse limousine, einer der Überwinterungsstandorte von Fledermäusen

Vom faunistischen Standpunkt aus betrachtet ist der Forst wegen seiner Fledermauskolonien bemerkenswert. Die Tiere überwintern in den zahlreichen Höhlen und pflanzen sich hier auch fort. Sechs Fledermausarten sind im Forst heimisch. Dazu gehören Mopsfledermaus Barbastella barbastellus, Großes Mausohr Myotis myotis und Kleine Hufeisennase Rhinolophus hipposiderus – alle drei mit Bedeutungsstufe B. Die Langflügelfledermaus Miniopterus schreibersii – von Bedeutungsstufe C – ist im Forst heimisch, ferner überwintert und vermehrt sie sich hier. Zugegen sind ferner Wimperfledermaus Myotis emarginatus und Bechsteinfledermaus Myotis bechsteinii.
Unter den Insekten beachtenswert sind Großer Eichenbock Cerambyx cerdo und Hirschkäfer Lucanus cervus, beide von Bedeutungsstufe C.

### Schutzmaßnahmen
Die Forêt de la Braconne fällt unter die Schutzmaßnahmen von Natura 2000. Die geschützten 4.588 Hektar umfassen auch den Bois Blanc.
Der Forst besitzt drei Habitate, denen die Bedeutungsstufe C zugeordnet wird:
- Heiden und Wiesen auf kalkigem Standort. Sie zeichnen sich durch Gemeinen Wacholder Juniperus communis aus und nehmen insgesamt 9 Prozent der Gesamtfläche ein.
- Buchenstände auf 4 Prozent der Gesamtfläche.
- halbnatürliche Trockenwiesen auf 1 Prozent der Gesamtfläche. Sie besitzen bemerkenswerte Orchideenstandorte.

## Fernwanderwege
Da die Forêt de la Braconne in unmittelbarer Nähe des Einzugsgebiets von Groß-Angoulême zu liegen kommt, wird sie von zahlreichen Wander- und Fernwanderwegen gekreuzt. Von Bedeutung sind insbesondere der GR 36 vom Ärmelkanal zu den Pyrénées-Orientales und der GR de Pays Entre Angoumois et Périgord, der das Angoumois mit dem Périgord verbindet.

## Forsthäuser

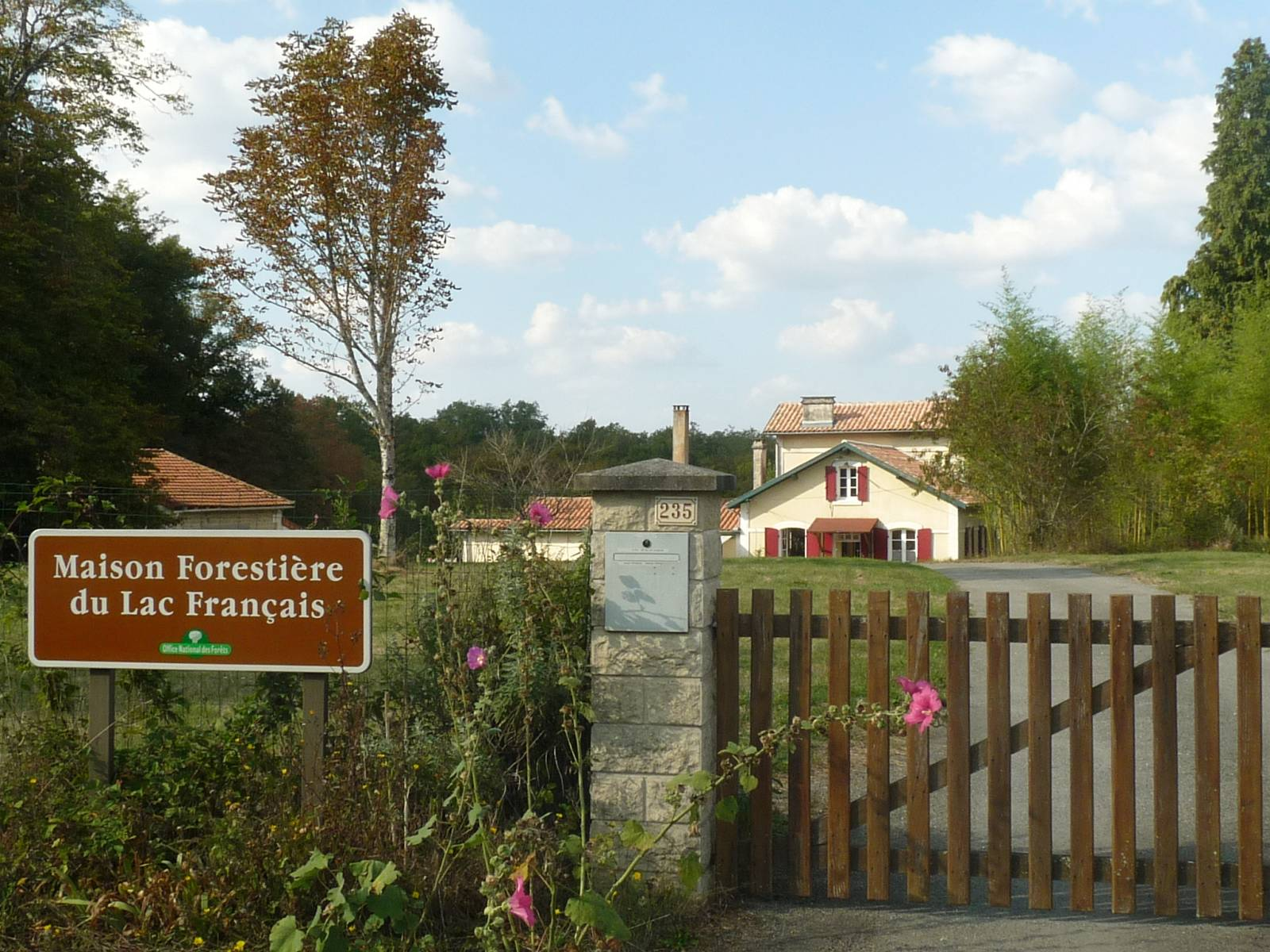
Forsthaus am Lac Français

In der Forêt de la Braconne befinden sich folgende Forsthäuser:
- Les Mesniers
- Le Gros Fayant
- Les Rassats (mittlerweile verkauft)
- Le Lac Français
- La Croix Rouge (verkauft)
- Le Rond-Point Limousin